# 亦思巴奚军
亦思巴奚军，又称亦思法杭兵，是元朝末年，居住在泉州的波斯人建立的民兵组织。“亦思巴奚”可能来源于波斯语的“民兵”（‎）一词，与“西帕希”、“西帕依”等词同源。
1357年—1362年其首领是什叶派波斯人赛甫丁和阿迷里丁，1362年—1366年为逊尼派阿拉伯人（一说波斯人）那兀纳。他们在1357年—1366年控制泉州，发动亦思巴奚兵乱，反抗元朝政府，并一度占领福州城和兴化城，试图建立“亦思法杭国”。亦思巴奚军在兵乱期间对福建沿海興化路、泉州路两地的百姓多有杀戮，最后被元朝福建行省平章政事陈友定率领的军队消灭。他们对泉州港的衰落和其后汉人和色目人间的族群仇杀起到了巨大影响。

## 部属
- 扶信（元帅）
- 马合谋
- 白牌（一作博拜）
- 大阔
- 石家奴（同知）
- 林宗和（推官）
- 哈散（通事）
- 黄希善（惠安县尹）
- 金吉（左翼副万户府千户官）
- 金阿里（金吉之子）[3]